# Foch (1960)
Foch (R 99) – francuski lotniskowiec typu Clemenceau, który wszedł do służby w lipcu 1963 roku. Był drugim okrętem w historii Francuskiej Marynarki Wojennej nazwanym imieniem marszałka Francji, Wielkiej Brytanii i Polski Ferdinanda Focha (pierwszą jednostką był ciężki krążownik, w służbie w latach 1932–1942). W 2000 roku został sprzedany Brazylii i tam kontynuował służbę jako São Paulo.

## Historia
Na początku lat 50. XX wieku we Francji rozpoczęto prace nad nowym typem lotniskowców, które miały zastąpić jednostki tego typu pozyskane od sojuszniczych marynarek wojennych po zakończeniu drugiej wojny światowej. Pod względem koncepcyjnym nowe okręty były zbliżone do amerykańskich lotniskowców. Budowa nowych lotniskowców była także wyrazem dążenia Francji do niezależności militarnej w ramach NATO.
Zamówienie na „Focha” (R 99), który był drugim okrętem typu Clemenceau, zostało złożone w stoczni Arsenal de Brest w 1955 roku. Budowę rozpoczęto w listopadzie 1957 roku. Wodowanie nastąpiło 23 lipca 1960 roku, wejście do służby – 15 lipca 1963 roku.
Okręt posiadał początkowo silne uzbrojenie artyleryjskie (8 dział kal. 100 mm), z których w latach 90. cztery zastąpiono wyrzutniami pocisków przeciwlotniczych Crotale.
Pierwszą misja po wejściu do służby był rejs w rejon Dżibuti w 1977 roku. Samoloty F-8 Crusader z pokładowego dywizjonu 14.F uczestniczyły w operacji „Szafir II”. 7 maja dwa F-8 natknęły się na dwa MiG-i-21 jemeńskich sił powietrznych, lecz do walki powietrznej nie doszło. W latach 1983–1984 lotniskowiec zapewniał wsparcie lotnicze francuskim oddziałom pokojowym w związku z wojną w Libanie, w postaci 6 samolotów F-8, 15 samolotów Dassault Super Étendard, 3 Dassault Étendard IVP, 5 samolotów Breguet Br.1050 Alizé i 6 śmigłowców SA 321G Super Frelon. W październiku 1984 roku został wysłany w ramach operacji Mirmillon u wybrzeży Libii. W latach 1993–1994 zapewniał wsparcie lotnicze dla wojsk pokojowych zaangażowanych na terenach byłej Jugosławii.
Okręt został skreślony ze stanu floty 15 listopada 2000 roku, pół roku przed przyjęciem do służby  „Charles’a de Gaulle’a”. Następnie sprzedano go do Brazylii za kwotę 12,5 mln USD, odpowiadającą wartości złomu. W Marinha do Brasil rozpoczął służbę jako NAe „São Paulo” (A12). Używano na nim samolotów Douglas AF-1 Skyhawk (odkupionych od Kuwejtu A-4KU). Od 2012 roku okręt nie wychodził w morze z przyczyn technicznych i został skierowany do remontu w Rio de Janeiro. Pod koniec 2014 roku podjęto decyzję o rozpoczęciu modernizacji lotniskowca, która miała potrwać do 2019–2020 roku, ale w roku 2017 Marinha do Brasil zarzuciła ten pomysł i z uwagi na koszt i wiek okrętu zdecydowała się wycofać „São Paulo” ze służby w ciągu 3 lat. Następcą stał się kupiony w Wielkiej Brytanii śmigłowcowiec „Atlântico”, klasyfikowany jako lotniskowiec, lecz nieprzenoszący już samolotów. Problemem stało się złomowanie okrętu ze względu na znaczne ilości szkodliwych i toksycznych materiałów wykorzystanych do budowy okrętu (m.in. 9,6 t azbestu). W marcu 2021 roku został sprzedany za niecałe 2 mln dolarów tureckiej stoczni złomowej. W sierpniu wypłynął na holu do Turcji, jednak został następnie zawrócony z uwagi na cofnięcie zezwolenia rządu tureckiego na wejście na wody tego kraju, z uwagi na zagrożenie dla środowiska. Od września 2021 roku okręt był przemieszczany wzdłuż wybrzeża Brazylii, lecz kolejne porty go nie przyjmowały. Pomimo protestów organizacji ekologicznych i niektórych urzędów, marynarka brazylijska zdecydowała w końcu zatopić lotniskowiec na Atlantyku. Doszło do tego 3 lutego 2023 w godzinach wieczornych w odległości 350 km od wybrzeża Brazylii, na głębokości 5 km.
Załogę w Brazylii stanowiło 64 oficerów i 1274 marynarzy oraz 582 osoby grupy lotniczej.